# Harry and the Hendersons
Harry and the Hendersons (conocida como Bigfoot y los Henderson en España y Harry y los Hendersons en Latinoamérica) es una película cómica estadounidense de 1987, dirigida y escrita por William Dear y protagonizada por John Lithgow, Melinda Dillon y Margaret Langrick.

## Argumento
Al regresar de un viaje de cacería en el bosque, el coche de la familia Henderson golpea a un animal en el camino. Al principio, temen que sea un hombre, pero cuando examinan el "cuerpo" de la criatura se dan cuenta de que es un "Bigfoot".

## Reparto
| Actor             | Personaje              |
| ----------------- | ---------------------- |
| John Lithgow      | George Henderson       |
| Melinda Dillon    | Nancy Henderson        |
| Margaret Langrick | Sarah Henderson        |
| Joshua Rudoy      | Ernie Henderson        |
| Kevin Peter Hall  | Harry                  |
| Lainie Kazan      | Irene Moffat           |
| Don Ameche        | Dr. Wallace Wrightwood |
| M. Emmet Walsh    | George Henderson Sr    |
| David Suchet      | Jacques LaFleur        |

## Premios
- Premios Óscar
  - Mejor maquillaje a Rick Baker.

## Música
Bruce Broughton compuso la música a lo largo de toda la película, y Joe Cocker canta "Love Lives On" (más tarde publicado en 1989) durante los créditos finales.